# Jak jsem poznal vaši matku
Jak jsem poznal vaši matku (v anglickém originále How I Met Your Mother, často zkracováno jako HIMYM) je americký televizní sitcom, jehož autory jsou Carter Bays a Craig Thomas. Premiérově byl vysílán na stanici CBS v letech 2005–2014, celkem vzniklo 208 dílů v devíti řadách. Seriál sleduje postavu Teda Mosbyho, který s partou svých přátel žije na newyorském Manhattanu. Ten v roce 2030 vypráví svým dětem o událostech z let 2005 až 2013, které ho přivedly k setkání s jejich matkou. V Česku byl seriál premiérově vysílán v letech 2009–2012 na stanici Prima Cool a následně v letech 2013–2014 na stanici Prima Love.
Tvůrci seriálu Craig Thomas a Carter Bays působili také jako výkonní producenti a podíleli se i na některých scénářích. Samotný pořad byl volně inspirován jejich přátelstvím a životem v New Yorku. Převážnou většinu dílů (celkem 196) režírovala Pamela Fryman.
Seriál Jak jsem poznal vaši matku, známý svou neobvyklou strukturou, humorem a začleněním dramatických prvků, byl populární a vysoce sledovaný po celou dobu svého trvání. Původně získával od kritiků pozitivní ohlasy, které však s přibývajícími řadami byly postupně spíše smíšené. Seriál obdržel 28 nominací na cenu Emmy, z nichž devět získal. Herci Alyson Hannigan a Neil Patrick Harris získali People's Choice Awards.

## Příběh

### První řada
V roce 2030 vypráví Ted Mosby (hlasem Boba Sageta) své dceři a synovi, jak poznal jejich matku.
Příběh začíná v roce 2005: Ted (Josh Radnor) je svobodný sedmadvacetiletý architekt, který žije v New Yorku se svými dvěma nejlepšími kamarády z vysoké školy – s právníkem Marshallem Eriksenem (Jason Segel) a s učitelkou v mateřské školce Lily Aldrinovou (Alyson Hannigan), kteří se po 9 letech vztahu zasnoubí. Ted tento krok vnímá jako příkaz, aby si také našel celoživotní lásku. S tím mu chce „pomoci“ další z jeho přátel, Barney Stinson (Neil Patrick Harris), známý sukničkář.
Ted při svém hledání pozná kanadskou televizní reportérku Robin Scherbatskou (Cobie Smulders), do které se okamžitě zamiluje. Robin sice žádný vážný vztah nehledá, nabídne však Tedovi, že mohou být přátelé. (Budoucí Ted okamžitě řekne dětem, že Robin není jejich matkou a v dalších dílech ji označuje jako „tetu Robin“.) Později začne chodit s cukrářkou Victorií (Ashley Williams), kterou pozná na svatbě. Následně ale zjistí, že Robin k němu nějaké city chová a žárlí. Když Victoria odjede na kulinářský institut do Německa a s Tedem zkouší vztah na dálku, řekne Ted Robin, že se s Victorií rozešli, což v té době ještě není pravda. Později Victoria zavolá Tedovi. Robin, která omylem telefon zvedne, zjistí, že jí Ted lhal a ten tak přijde o obě dívky. S Robin se nakonec ale přece jenom usmíří.
Lily mezitím začne pochybovat, jestli do svatby s Marshallem stihne udělat vše, co chtěla. Touží odjet na kurz umění do San Francisca a s Marshallem se proto rozejde. Řada končí, když se Ted po první noci s Robin vrací domů a tam sedí v dešti Marshall s Lilyiným zásnubním prstenem.

### Druhá řada
Ted a Robin jsou na začátku druhé sezóny partnery a Marshall se zlomeným srdcem zkouší z počátku žít bez Lily. Ta na kurzu zjistila, že není umělkyní, proto se vrátí zpět do New Yorku, kde se znovu setká s Marshallem. Dají se opět dohromady a řada nakonec vyvrcholí jejich svatbou. Ted se dozví, že Robin nesnáší obchoďáky, ale neví proč, i když se na to snaží přijít. Řekne to tedy Barneymu a Marshallovi a tito dva se spolu vsadí o facku, že to je kvůli tomu, že Robin točila porno. Kdyby to nebyla pravda, tak by Barney musel dostat facku. Nakonec to nebylo porno a všichni zjistí, že Robin byla v Kanadě teenagerovskou popovou hvězdou. Natočila píseň „Let's Go to the Mall“, se kterou měla turné po nákupních centrech a proto je nesnáší. V důsledku tohoto objevu Barney prohraje sázku a Marshall získá povolení beztrestně dát Barneymu kdykoliv v budoucnosti pět facek. V této řadě využije tohoto privilegia dvakrát. V seriálu se také poprvé objeví Barneyho homosexuální bratr, Afroameričan James (Wayne Brady). Ostatní se rovněž dozvědí, že Barney si myslí, že jeho otcem je televizní moderátor Bob Barker, o čemž ho přesvědčovala jeho matka vždy, když spolu sledovali televizní soutěž The Price Is Right. Barney se této soutěže zúčastní.
V posledním díle série sdělí Ted Barneymu, že se s Robin rozchází – důvodem je, že každý mají jiný pohled na svatbu. Neřekli to nikomu, protože nechtěli kazit svatbu Lily a Marshalla. Řada skončí, když Barney poví Tedovi, že je rád, že jsou oba opět svobodní muži.

### Třetí řada
Robin se vrátí z cesty po Argentině, spolu s ní přijede i její nový partner Gael (Enrique Iglesias). Ted si postupně zvyká na to, že s Robin jsou již pouze přáteli. Marshall a Lily se rozhodnou, že se přestěhují do vlastního bytu, ovšem zalíbí se jim takový, který si nemohou dovolit. Marshall tak zjistí, že Lily je závislá na nákupech a má mnoho kreditních karet. Nakonec ale naleznou byt, který jim vyhovuje. Ten je však ve špatné čtvrti a také špatně konstrukčně vyřešený. Barney v této řadě opět dostane facku, což se stane na den díkůvzdání.
Budoucí Ted svým dětem v roce 2030 poví, že jejich matku potkal během příhody se žlutým deštníkem. V roce 2007 tento deštník našel Ted v tanečním klubu. Po večírku ke dni svatého Patrika si jej vezme domů. Na této party byla i jeho budoucí manželka, se kterou se Ted ale nepotkal. Ted začne usilovat o dermatoložku Stellu, se kterou se seznámí při odstraňování svého tetování. Tato snaha vyvrcholí při „dvouminutovém rande“, které zahrnuje flirtování, večeři, film, kávu, dvě jízdy taxíkem a polibek na dobrou noc – to vše ve dvou minutách. Robin se později vyspí s Barneym, který ji utěšuje po rozchodu. Tato skutečnost Teda rozzuří a ten se rozhodne, že se s Barneym přestane přátelit. Mezitím se neznámá žena snaží sabotovat Barneyho pokusy o flirtování s ženami. Později zjistí, že sabotérem byla Abby (Britney Spears), recepční ze Stellyiny dermatologické ordinace.
V posledním díle série se Ted a Barney zúčastní automobilových nehod a oba skončí v nemocnici, kde se znovu spřátelí. Odhaleny jsou i Barneyho city k Robin a Ted ke konci řady požádá o ruku Stellu.

### Čtvrtá řada
Na začátku čtvrté série Stella řekne ano na Tedovu žádost o ruku. Robin přijme nové zaměstnání v Japonsku, rychle ale z této práce odejde a vrátí se do New Yorku, aby se mohla zúčastnit Tedovy svatby. Na ní Stella u oltáře opustí Teda a vrátí se zpět k Tonymu, jenž je otcem její dcery.
Barney se potýká s city k Robin a jeho firma mezitím provede novou akvizici, Gigantickou národní banku (GNB, v originále Goliath National Bank). Marshall pro ně začne pracovat také, jelikož s Lily potřebují peníze na byt a také na zaplacení dluhů z Lilyiných nákupů. Nakonec pro GNB začne pracovat i Ted, když se mu naskytne příležitost být architektem pro jejich novou budovu. Po několika týdnech práce ale tento projekt ruší. Proto se pak Ted pokusí založit vlastní firmu, ale nedaří se mu získávat klienty.
Marshall a Lily se přestěhují do nového bytu a diskutují o tom, zda jsou či nejsou připraveni si pořídit dítě. Robin se stane Tedovou spolubydlící a přijme pozici moderátorky zpráv ve 4 hodiny ráno. K této práci se dostane tak, že Barney této společnosti poslal její videoživotopis. Ted a Robin se rozhodnou spát spolu, aby překonali hádky o svých vzájemných zlozvycích. Barney se pokusí tyto hádky zastavit, aby spolu nespali, a tak Ted zjistí, že Barney je do Robin zamilovaný.
Ted zjistí, že Lily sabotovala všechny jeho vztahy s kýmkoliv, koho neschvalovala, nebo kdo nepřímo mohl zapříčinit rozchod Robin a Teda. Robin a Ted diskutují o těchto problémech a v důsledku tohoto se jejich přátelství posune do lepšího stavu. Když se Barney konečně vyspí s 200. ženou, začne přemýšlet, co bude dělat zbytek života, což ho ještě více ujistí o jeho citech k Robin.
Zatímco Ted nese žlutý deštník (který má patřit jeho budoucí manželce), potká svoji bývalou přítelkyni Stellu a jejího nynějšího přítele Tonyho. Tony ho později navštíví a poděkuje mu za to, že mu umožnil být znovu se Stellou. Nabídne mu zaměstnání profesora architektury, Ted ale tuto pozici odmítne. Na konci řady Robin zjistí, že je do ní Barney zamilován a souhlasí, že s ním bude mít vztah založený na sexu, protože by tak spolu stejně skončili. Ted se rozhodne vzít práci profesora architektury, protože usoudí, že architektem teď být nemůže. Na konci série se Ted připravuje na první hodinu a budoucí Ted prozradí dětem, že jedna z dívek v učebně je jejich matka.

### Pátá řada
Ted začíná pracovat jako profesor architektury. Úplně první den, kdy začíná učit, přijde omylem do učebny ekonomiky, kde je právě jeho budoucí žena a matka dětí, kterým celý příběh vypráví. Barney a Robin už mají vztah po celé léto, proto je Lily zamkne v místnosti, což je donutí vyrovnat se s jejich vztahem. Nakonec se rozejdou a Barney se zase vrátí ke svým starým způsobům. Ted se zamiluje do jedné dívky ze své třídy jménem Cindy (Rachel Bilson), která je spolubydlící Tedovy budoucí manželky. Robin se setká s novým kolegou Donem a ačkoliv ho Robin nejprve nesnáší, později s ním začne chodit. Na konci řady se rozejdou, protože Don vzal práci v Chicagu, kterou předtím Robin právě kvůli Donovi odmítla. Marshall použije během série svou čtvrtou facku.
Ted si koupí dům, ve kterém nakonec bude žít se svojí budoucí rodinou. Lily a Marshall si pořád nejsou jisti, jestli je dobrý nápad mít děti. Proto se rozhodnou, že až uvidí Barneyho dvojníka, tak si děti pořídí.

### Šestá řada
Na začátku šesté řady se GNB nakonec rozhodne postavit budovu a najmout Teda jako architekta. Přitom se seznámí se svou novou přítelkyní Zoey, která novou stavbu bojkotuje kvůli hotelu Arcadian, na jehož místě má vyrůst. Kvůli tomu se nakonec rozejdou.
Lily a Marshall se pokoušejí o dítě a Marshallovi zemře jeho otec. Robin evidentně stále něco cítí k Barneymu, který se bude v nedaleké budoucnosti ženit. V posledním díle této série Lily otěhotní.
Hned v několika dílech sezóny si zahrály známé osobnosti, jako třeba zpěvačka Katy Perry, herec Jorge Garcia nebo také Jennifer Morrison, která ztvárnila Zoey, Tedovu dívku.

### Sedmá řada
Sedmá řada seriálu začíná náhledem do budoucnosti, ve které Ted pomáhá Barneymu při přípravě na jeho svatbu se stále neznámou nevěstou. V současnosti získá Marshall práci jako právníka specializovaného na životní prostředí a Lily je stále těhotná. Barney slíbí Noře (Nazanin Boniadi), že by mohl být tím správným přítelem, a i přesto Robin zjistí, že stále něco k Barneymu cítí. Robin tedy přistoupí na psychoterapii, při které pozná terapeuta Kevina (Kal Penn), se kterým později začne chodit.
Během hurikánu Irena skupina přátel zjistí, že Marshall a Lily počali svoje dítě v Barneyho bytě a že Barney a Robin spolu přestali spát. Tito dva začnou přemýšlet o tom, co budou dělat se svým neurčitým vztahem – rozhodnou se rozejít se se svými partnery. Ve skutečnosti se ale rozejde jenom Barney, zatímco Robin nadále zůstává se svým přítelem Kevinem, což Barneyho ničí. Někdy v tuto dobu se také Marshall a Lily rozhodnou, že se přestěhují do domu na Long Islandu, který patří Lilyiným prarodičům.
Robin se v této řadě obává, že otěhotněla, a sdělí Barneymu, že dítě je pravděpodobně jeho, protože s Kevinem prozatím nespala. Je to planý poplach, ale kvůli tomu se od gynekoložky dozví, že nemůže mít děti, což jí ublíží. Kevin slíbí Robin, že ji miluje a je v jejich vztahu připraven postoupit dále, ona mu však sdělí, že nemůže mít a ani nechce mít děti a následně se rozejdou. Brzo poté sdělí Tedovi, co se všechno stalo, a Ted usoudí, že ji má stále rád. Robin mu však řekne, že ho nemiluje.
Barney začne chodit s Quinn (Becki Newton), kterou poznal jako striptérku Karmu. Později ji požádá o ruku.

### Osmá řada
Marshall a Lily se snaží najít chůvu pro svého syna, ale nakonec padne volba na Teda. Ten s nabídkou souhlasí a sám se na hlídaní těší, protože si tak podvědomě nahrazuje dítě, které nemá. Později se ale Lily s Marshallem rozhodnou, že už mu dítě svěřovat nebudou, protože Ted mu věnuje až nezdravě obětavou péči. Lily začne pracovat pro kapitána, bývalého manžela Zoey, jako poradkyně pro umění. Dostane od něj nabídku jet na rok do Itálie. Těsně před odjezdem dostane Marshall nabídku začít jako soudce.
Barney a Quinn se rozejdou, z čehož je Barney zničený a podvědomě si hledá až příliš bizarní parťáky. Brzo si ale uvědomí, že miluje Robin a pomocí rafinovaného plánu ji získá; zasnoubí se spolu. Mezitím probíhá Tedův večírek se slavnostním představením jeho nového mrakodrapu. Barney a Robin poté připravují svatbu a Ted jim s tím pomáhá. Dohadují se jestli DJ nebo kapela, nakonec jim ale pár dnů před svatbou to odřekne a Ted narychlo někoho shání. Najme proto kapelu svojí budoucí ženy. Řada končí tak, že všichni odjíždí na svatbu, kam jede i Tedova budoucí žena, která nám je poprvé ukázána (Cristin Milioti).

### Devátá řada
Celý děj deváté řady, vyjma posledního dílu, probíhá během posledních 56 hodin před svatbou Barneyho a Robin, která se koná ve fiktivní vesnici Farhampton v the Hamptons na Long Islandu. Lily s Marshallem se chystají na rok do Říma, kde bude Lily pracovat jako výtvarná poradkyně kapitána. Ještě před svatbou odjede Marshall s Marvinem do Minnesoty za Marshallovou matkou. Marshall ale dostane nabídku práce soudce a tak ho čeká velmi peprný rozhovor s Lily, jestli zamíří do Říma, nebo ne. Marshall nestihne letadlo, a tak se do New Yorku musí dopravit autem s nesympatickou spolujezdkyní Dafné. Do New Yorku se nakonec dostane včas a svatbu stihne. Devátá řada vrcholí svatbou Barneyho a Robin, kde přinese snubní prstýnky medvěd. V kapele, kterou na svatbu sehnal Ted, hraje na baskytaru „Matka“ a právě tam ji Ted poprvé uvidí. Nechce si s ní ale nic začínat, protože po svatbě má v plánu se odstěhovat do Chicaga a začít tam nový život. Při čekání na vlak, který měl zpoždění 45 minut, však poznává matku svých dětí. Má žlutý deštník a navzájem zjišťují, že se znají víc, než si mysleli.

## Obsazení

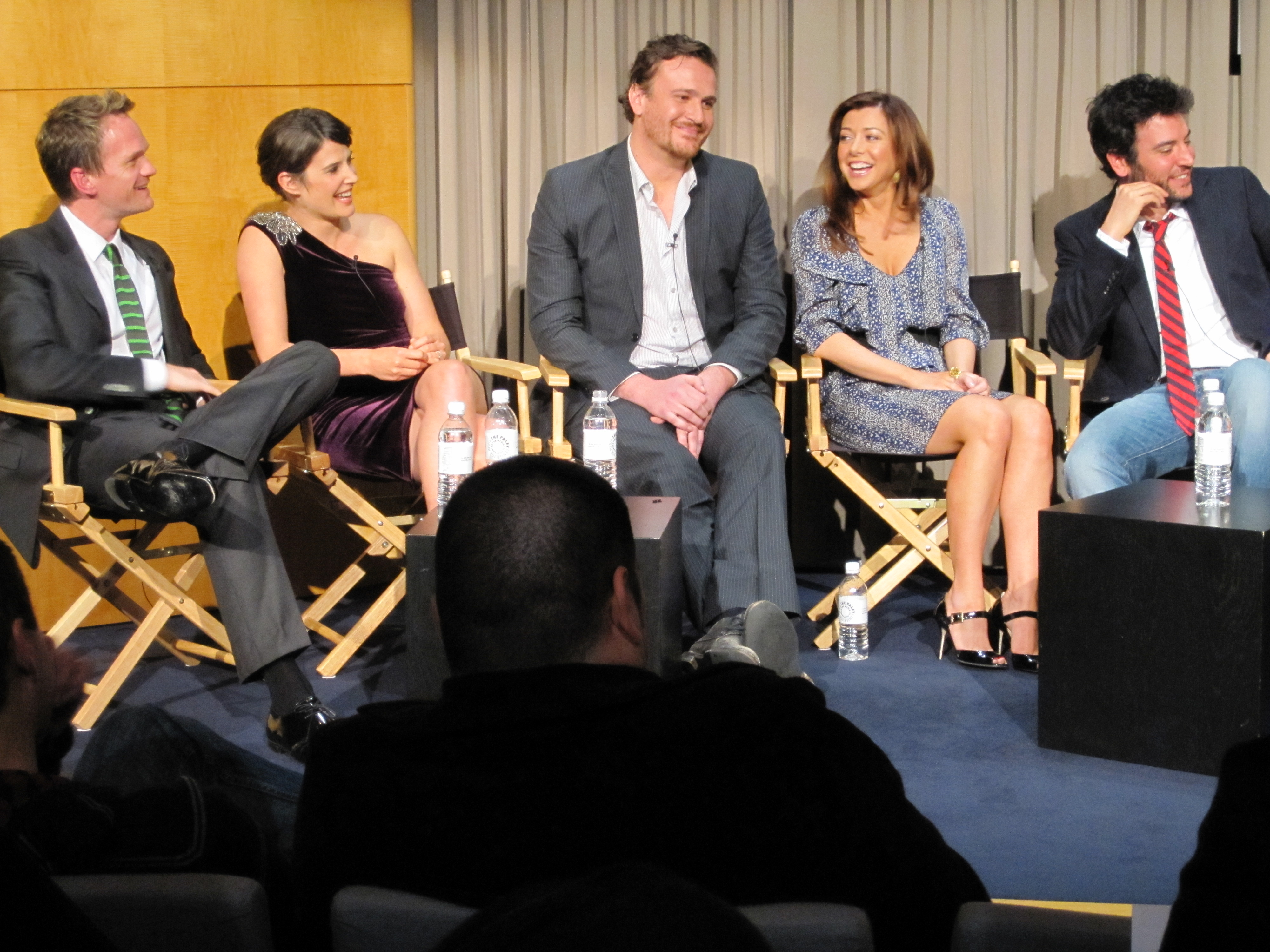
Herci na oslavě 100. dílu seriálu, zleva: Neil Patrick Harris, Cobie Smulders, Jason Segel, Alyson Hannigan a Josh Radnor

### Hlavní role
- Josh Radnor (český dabing: Martin Písařík) jako Ted Mosby
- Jason Segel (český dabing: Michal Novotný) jako Marshall Eriksen
- Cobie Smulders (český dabing: Tereza Chudobová) jako Robin Scherbatská
- Neil Patrick Harris (český dabing: David Novotný) jako Barney Stinson
- Alyson Hannigan (český dabing: Andrea Elsnerová) jako Lily Aldrinová
- Cristin Milioti (český dabing: Pavlína Dytrtová) jako Tracy McConnellová / Matka (v originále „The Mother“; 9. řada, v 8. řadě jako host)

### Vedlejší role
- Bob Saget (český dabing: Otakar Brousek ml. [1.–9. řada] a Tomáš Juřička [9. řada]) jako vypravěč / starší Ted Mosby (pouze hlas)
- David Henrie (český dabing: Radek Škvor [1.–9. řada] a Jan Škvor [2. řada]) jako Luke Mosby, syn staršího Teda Mosbyho
- Lyndsy Fonseca (český dabing: Kateřina Velebová) jako Penny Mosbyová, dcera staršího Teda Mosbyho
- Marshall Manesh (český dabing: Jiří Prager [1.–9. řada] a Jan Vlasák [9. řada]) jako Ranjit Singh
- Cristine Rose (český dabing: Jaroslava Obermaierová [2. řada] a Radana Herrmannová [5.–7. a 9. řada]) jako Virginia Mosbyová (2., 5.–7. a 9. řada)
- Ashley Williams (český dabing: Nikola Votočková) jako Victoria (1. a 7.–9. řada)
- Wayne Brady (český dabing: Martin Sobotka) jako James Stinson (2., 3., 6., 7. a 9. řada)
- Sarah Chalke (český dabing: Lucie Benešová) jako Stella Zinmanová (3., 4. a 9. řada)
- Benjamin Koldyke (český dabing: Zdeněk Hruška) jako Don Frank (5. řada)
- Joe Nieves (český dabing: Radek Hoppe) jako Carl MacLaren (1.–2. a 4.–9. řada)
- Jennifer Morrison (český dabing: Anna Remková) jako Zoey Piersonová (6. a 9. řada)
- Nazanin Boniadi (český dabing: Laďka Něrgešová) jako Nora (6., 7. a 9. řada)
- Kal Penn (český dabing: Václav Rašilov [7. řada] a Filip Jančík [9. řada]) jako Kevin Venkataraghavan (7. a 9. řada)

## Produkce
Carter Bays a Craig Thomas měli při vymýšlení seriálu Jak jsem poznal vaši matku základní ideu: „Napíšeme o nás, našich přátelích a hloupých činnostech, které jsme dělali v New Yorku.“ Při tvorbě základních postav vycházela dvojice ze svého života – postava Teda je založena na Baysovi, postavy Marshalla a Lily na Thomasovi a jeho manželce. Thomasova manželka zprvu nesouhlasila s tím, aby se v seriálu, byť nepřímo, objevila, ale změnila názor poté, co zjistila, že její postavu může hrát Alyson Hannigan, která v té době hledala roli v komediálním seriálu.
Tvůrci také chtěli do seriálu umístit svůj oblíbený podnik McGee's v New Yorku, proto se část seriálu odehrává v MacLarenově baru (v originále MacLaren's). Jméno jeho majitele a barmana Carla McLarena si vypůjčili od stejnojmenného Baysova asistenta.
Thomas prohlásil, že Ted je nedůvěryhodným vypravěčem, protože vypráví o věcech, jež se staly před více než dvaceti lety a může mít tendenci některé události vyprávět zkresleně. Toto zkreslení bylo součástí některých epizod, např. „Jak jsem poznal všechny ostatní“, „Koza“, „Ale, zlato…“ nebo „Teorie o mořské panně“. Thomas ovšem také zdůraznil, že se snaží v seriálu udržet koherentní a konzistentní děj a snaží se vyhnout chybám v kontinuitě, jak se stává v jiných seriálech, jichž je fanouškem.
Titulní píseň je předělávkou skladby „Hey Beatiful“ od skupiny The Solids, jejímiž členy oba tvůrci seriálu jsou. Epizody první řady obvykle začínají úvodními titulky, od druhé řady byla zařazována scéna před titulky: buď šlo o děj v roce 2030, kdy Tedovy děti na pohovce naslouchají vyprávění svého otce, jak poznal jejich matku, anebo jde o připomínací scény z předchozí epizody či pohledy na New York, zatímco Ted vypráví svůj příběh.
Natáčení jednoho dílu v ateliéru Soundstage Studio 22 v Los Angeles zpravidla trvalo déle než tři dny (většina situačních komedií je obvykle natočena v jediném dni). Jedna epizoda obvykle obsahuje více než 50 scén s rychlými přechody a flashbacky. Zvuková stopa se smíchem byla nahrávána později při promítání finálně sestříhané epizody před publikem. Craig Thomas prohlásil, že natáčení před živým publikem by kvůli mnoha flashbackům a flashforwardům bylo nemožné. Později ale některé epizody byly, pokud to scénář umožňoval, natočeny před živým publikem.
Scéna přímo vedoucí k odhalení identity Matky byla s Tedovými dětmi natočena v době začátku vzniku druhé řady jako možný konec seriálu hlavně proto, že představitelé Tedových dětí by v době ukončení natáčení seriálu za několik let již byli pravděpodobně dospělí.
Autoři Jak jsem poznal vaši matku relativně často využívali herce ze seriálů Josse Whedona, se kterým je spjatá především představitelka Lily, Alyson Hannigan, která sedm let působila ve Whedonově seriálu Buffy, přemožitelka upírů. Carter Bays uvedl, že je velkým fanouškem těchto herců a že je využívá i proto, že jsou populární.
Během stávky hollywoodských scenáristů v letech 2007–2008 bylo natáčení seriálu Jak jsem poznal vaši matku pozastaveno, ale po ukončení stávky se seriál vrátil.
Celkem 196 z 208 dílů režírovala Pamela Fryman, dalšími režiséry byli Rob Greenberg (7 dílů), Michael Shea (4 díly) a Neil Patrick Harris (1 díl).

## Vysílání
| Řada | Díly | Premiéra v USA | Premiéra v USA  | Premiéra v ČR      | Premiéra v ČR     |
| Řada | Díly | První díl      | Poslední díl    | První díl          | Poslední díl      |
| ---- | ---- | -------------- | --------------- | ------------------ | ----------------- |
| 1    | 22   | 19. září 2005  | 15. května 2006 | 26. listopadu 2009 | 4. ledna 2010     |
| 2    | 22   | 18. září 2006  | 14. května 2007 | 5. ledna 2010      | 10. února 2010    |
| 3    | 20   | 24. září 2007  | 19. května 2008 | 16. září 2010      | 20. října 2010    |
| 4    | 24   | 22. září 2008  | 18. května 2009 | 21. října 2010     | 1. prosince 2010  |
| 5    | 24   | 21. září 2009  | 24. května 2010 | 2. prosince 2010   | 12. ledna 2011    |
| 6    | 24   | 20. září 2010  | 16. května 2011 | 12. ledna 2012     | 22. února 2012    |
| 7    | 24   | 19. září 2011  | 14. května 2012 | 2. srpna 2012      | 24. září 2012     |
| 8    | 24   | 24. září 2012  | 13. května 2013 | 28. listopadu 2013 | 21. prosince 2013 |
| 9    | 24   | 23. září 2013  | 31. března 2014 | 14. června 2014    | 26. června 2014   |

První díl seriálu Jak jsem poznal vaši matku byl na stanici CBS odvysílán 19. září 2005.
Během třetí řady seriálu proběhla stávka hollywoodských scenáristů, první epizoda po stávce byla uvedena 17. března 2008. Zároveň si seriál prohodil časový slot s jiným sitcomem Teorie velkého třesku.
Dne 14. května 2008 byla oznámena 4. řada seriálu a její první epizoda byla odvysílána 22. září 2008. Dne 19. května 2009 byla oznámena 5. řada seriálu a druhý den společnost CBS oznámila, že seriál se vrací k původnímu vysílacímu času ve 20 hodin východoamerického času.
Dne 12. ledna 2010 byla odvysílána 100. epizoda seriálu a přitom bylo oznámeno, že seriál bude mít i 6. řadu. Herečtí protagonisté nicméně prohlásili, že by neradi byli v seriálu déle než osm řad.
Dne 4. března 2011 oznámila televizní společnost CBS, že bude natočena také 7. a 8. řada seriálu. První díl sedmé řady byl odvysílán 19. září 2011.
Závěrečná devátá řada seriálu byla odvysílána od září 2013 do března 2014.
V České republice měl úvodní díl premiéru 26. listopadu 2009 na stanici Prima Cool. Následně byly odvysílány další řady. Poslední dvě série se dočkaly české premiéry v letech 2013 a 2014 na stanici Prima Love. Český překlad je dílem Petra Anderleho, Mikuláše Bryana a Silvie Šustrové.

## Související seriály
Dne 31. října 2013 bylo ze strany CBS oznámeno, že probíhají jednání o spin-offu, který by měl umožnit pohled z druhé strany a měl by se jmenovat How I Met Your Father.
Dne 15. listopadu 2013 zástupci CBS oznámili, že objednali pilotní díl seriálu (s finálním názvem How I Met Your Dad), který měli mít na starosti Carter Bays a Craig Thomas společně s Emily Spivey. Na konci ledna 2014 bylo oznámeno, jaké hlavní postavy byly plánovány pro pilotní epizodu. V roli vypravěče děje se měla představit slečna jménem Sally, která měla děj retrospektivně vyprávět svým dětem. Dne 14. května 2014 stanice CBS od projektu How I Met Your Dad odstoupila, neboť Craig Thomas a Carter Bays odmítli přetočit pilotní díl bez záruky objednání celého seriálu.

## Merchandising
Postava Barneyho Stinsona mluví v několika epizodách o svých knihách. Do roku 2012 skutečně vyšly pod Barneyho jménem čtyři publikace. Jejich skutečným autorem je Matt Kuhn. Knihy byly v překladu Víta Penkaly vydány i v češtině v nakladatelství Argo.
- Borcův Kodex (The Bro Code, 2008)
- Borec v akci (Bro on the Go, 2009)
- Barneyho Příručka (The Playbook, 2010)
- Borcův kodex pro rodiče (Bro Code for Parents: What to Expect When You're Awesome, 2012)

## Ocenění
| Rok  | Výsledek | Kategorie                                                            | Název ocenění                     | Oceněné osoby                                  |
| ---- | -------- | -------------------------------------------------------------------- | --------------------------------- | ---------------------------------------------- |
| 2006 | Ocenění  | Nejlepší výprava v televizním seriálu                                | Ceny Emmy                         | štáb                                           |
| 2006 | Ocenění  | Nejlepší kamera v televizním seriálu                                 | Ceny Emmy                         | štáb                                           |
| 2006 | Nominace | Nejlepší nový komediální seriál                                      | People's Choice Awards            |                                                |
| 2007 | Ocenění  | Nejlepší výprava v televizním seriálu                                | Ceny Emmy                         | štáb                                           |
| 2007 | Nominace | Nejlepší střih v televizním seriálu                                  | Ceny Emmy                         | štáb                                           |
| 2007 | Nominace | Nejlepší výkon ve vedlejší roli v komediálním seriálu                | Ceny Emmy                         | Neil Patrick Harris                            |
| 2007 | Nominace | Nejlepší herec v TV: Komedie                                         | Teen Choice Awards                | Neil Patrick Harris                            |
| 2008 | Ocenění  | Nejlepší výprava v televizním seriálu                                | Ceny Emmy                         | štáb                                           |
| 2008 | Nominace | Nejlepší výkon ve vedlejší roli v komediálním seriálu                | Ceny Emmy                         | Neil Patrick Harris                            |
| 2008 | Nominace | Nejlepší hvězda beroucí scénu                                        | People's Choice Awards            | Neil Patrick Harris                            |
| 2008 | Nominace | Nejlepší seriál v TV: Komedie                                        | Teen Choice Awards                | herci a štáb                                   |
| 2008 | Nominace | Nejlepší herec v TV: Komedie                                         | Teen Choice Awards                | Neil Patrick Harris                            |
| 2009 | Nominace | Nejlepší komediální seriál                                           | Ceny Emmy                         | štáb                                           |
| 2009 | Nominace | Nejlepší výkon ve vedlejší roli v komediálním seriálu                | Ceny Emmy                         | Neil Patrick Harris                            |
| 2009 | Ocenění  | Nejlepší výprava v televizním seriálu                                | Ceny Emmy                         | štáb                                           |
| 2009 | Nominace | Nejlepší střih v komediálním seriálu                                 | Ceny Emmy                         | štáb                                           |
| 2009 | Nominace | Nejlepší výkon herce ve vedlejší roli                                | Zlatý glóbus                      | Neil Patrick Harris                            |
| 2009 | Nominace | Nejlepší hvězda ve vedlejší roli beroucí scénu                       | People's Choice Awards            | Britney Spears                                 |
| 2009 | Nominace | Největší úspěch v komediálním seriálu                                | TCA Awards                        |                                                |
| 2009 | Nominace | Osobní úspěch v komediálním seriálu                                  | TCA Awards                        | Neil Patrick Harris                            |
| 2010 | Nominace | Nejlepší výkon herce ve vedlejší roli                                | Zlatý glóbus                      | Neil Patrick Harris                            |
| 2010 | Ocenění  | Oblíbená herečka v televizním komediálním seriálu                    | People's Choice Awards            | Alyson Hannigan                                |
| 2010 | Nominace | Nejlepší herec ve vedlejší roli v komediálním seriálu                | Ceny Emmy                         | Neil Patrick Harris                            |
| 2010 | Nominace | Nejlepší původní hudba a text                                        | Ceny Emmy                         | štáb                                           |
| 2010 | Nominace | Nejlepší výprava v televizním seriálu                                | Ceny Emmy                         | štáb                                           |
| 2010 | Nominace | Nejlepší vlasový styling v televizním seriálu nebo speciálním pořadu | Ceny Emmy                         | štáb                                           |
| 2011 | Nominace | Oblíbená herečka v televizním komediálním seriálu                    | People's Choice Awards            | Alyson Hannigan                                |
| 2011 | Ocenění  | Oblíbený herec v televizním komediálním seriálu                      | People's Choice Awards            | Neil Patrick Harris                            |
| 2011 | Nominace | Oblíbený televizní komediální seriál                                 | People's Choice Awards            | herci a štáb                                   |
| 2011 | Ocenění  | Nejlepší herec ve vedlejší roli v komediálním seriálu                | Critics' Choice Television Awards | Neil Patrick Harris                            |
| 2011 | Ocenění  | Nejlepší střih v komediálním seriálu                                 | Ceny Emmy                         | štáb                                           |
| 2011 | Nominace | Nejlepší výprava v televizním seriálu                                | Ceny Emmy                         | štáb                                           |
| 2011 | Nominace | Nejlepší režie v komediálním seriálu                                 | Ceny Emmy                         | štáb                                           |
| 2011 | Nominace | Nejlepší makeup v televizním seriálu nebo speciálním pořadu          | Ceny Emmy                         | štáb                                           |
| 2011 | Nominace | Nejlepší kamera v televizním seriálu                                 | Ceny Emmy                         | štáb                                           |
| 2012 | Ocenění  | Oblíbený televizní komediální seriál                                 | People's Choice Awards            | herci a štáb                                   |
| 2012 | Ocenění  | Oblíbený herec v televizním komediálním seriálu                      | People's Choice Awards            | Neil Patrick Harris                            |
| 2012 | Ocenění  | Oblíbená televizní hvězda ve vedlejší roli                           | People's Choice Awards            | Katy Perry                                     |
| 2012 | Nominace | Nejlepší herec v TV: Komedie                                         | Teen Choice Awards                | Neil Patrick Harris                            |
| 2012 | Ocenění  | Nejlepší střih v komediálním seriálu                                 | Ceny Emmy                         | štáb                                           |
| 2012 | Nominace | Nejlepší výprava v televizním seriálu                                | Ceny Emmy                         | štáb                                           |
| 2012 | Nominace | Nejlepší makeup v televizním seriálu nebo speciálním pořadu          | Ceny Emmy                         | štáb                                           |
| 2012 | Nominace | Nejlepší kamera v televizním seriálu                                 | Ceny Emmy                         | štáb                                           |
| 2013 | Nominace | Oblíbený televizní komediální seriál                                 | People's Choice Awards            | herci a štáb                                   |
| 2013 | Nominace | Oblíbený herec v televizním komediálním seriálu                      | People's Choice Awards            | Neil Patrick Harris                            |
| 2013 | Ocenění  | Nejlepší střih v komediálním seriálu                                 | Ceny Emmy                         | štáb                                           |
| 2013 | Nominace | Nejlepší makeup v televizním seriálu nebo speciálním pořadu          | Ceny Emmy                         | štáb                                           |
| 2013 | Ocenění  | Nejlepší kamera v televizním seriálu                                 | Ceny Emmy                         | štáb                                           |
| 2013 | Nominace | Nejlepší výprava v televizním seriálu                                | Ceny Emmy                         | štáb                                           |
| 2014 | Nominace | Oblíbený televizní komediální seriál                                 | People's Choice Awards            | herci a štáb                                   |
| 2014 | Nominace | Oblíbený herec v televizním komediálním seriálu                      | People's Choice Awards            | Neil Patrick Harris                            |
| 2014 | Nominace | Oblíbená bromance                                                    | People's Choice Awards            | Neil Patrick Harris, Jason Segel a Josh Radnor |
| 2014 | Nominace | Oblíbené kámošky                                                     | People's Choice Awards            | Cobie Smulders a Alyson Hannigan               |
| 2014 | Nominace | Nejlepší střih v komediálním seriálu                                 | Ceny Emmy                         | štáb                                           |
| 2014 | Ocenění  | Nejlepší kamera v televizním seriálu                                 | Ceny Emmy                         | štáb                                           |